# Maunganui
La Maunganui era una nave passeggeri, appartenuta con questo nome alla Union Steamship Company of New Zealand dal 1911 al 1947. Successivamente prestò servizio per la Hellenic Mediterranean Lines con il nome di Cyrenia, venendo demolita nel 1957.

## Caratteristiche
Nella configurazione originale la Maunganui poteva trasportare 499 passeggeri, dei quali 244 in prima classe, 175 in seconda e 80 in terza. Spinta da due motori a vapore a quadrupla espansione, poteva raggiungere una velocità massima superiore ai 18 nodi, mentre la velocità di crociera era tra i 16 e i 17 nodi. 
In seguito all'impiego come trasporto truppe durante la prima guerra mondiale, la Maunganui fu sottoposta a degli importanti lavori di ammodernamento, durante i quali l'alimentazione delle caldaie fu portata da carbone a nafta. 
Nel 1948, prima di entrare in servizio per la Hellenic Mediterranean Lines, la nave fu nuovamente sottoposta a dei lavori di rifacimento, che portarono la capacità passeggeri a 840 persone (240 in prima classe, 300 in seconda e terza).

## Servizio
Varata nel 1911, la nave fu consegnata alla Union Company a fine dicembre, con un ritardo di circa un mese rispetto a quanto previsto. Salpata per la Nuova Zelanda il 27 dicembre 1911, la nave arrivò in Australia il 2 febbraio 1902, prendendo servizio, a partire dal 12 febbraio, sul cosiddetto "trans-Tasman horseshoe service", una linea con partenza da Sydney e scali a Lyttelton, Dunedin, Bluff, Hobart e Melbourne. La Maunganui continuò a operare su questa rotta fino all'agosto 1914, quando fu requisita dal governo neozelandese per essere impiegata come trasporto truppe. La nave fu utilizzata in questa veste fino alla fine del 1919, quando fu restituita alla compagnia proprietaria. 
La nave fu, quindi, sottoposta a dei lavori di ristrutturazione degli ambienti interni, allo scopo di riadattarla al servizio civile. I lavori si protrassero a lungo e la Maunganui tornò in servizio solo nel luglio 1922, quando fu inserita sulla rotta tra Sydney e San Francisco. Nel 1925 la nave fu sostituita da un'altra unità e ritornò ai collegamenti tra Australia e Nuova Zelanda, rimanendo però nave di riserva sulle rotte trans-pacifiche ed effettuando sporadici viaggi verso San Francisco o Vancouver negli anni successivi. Tra il 1932 e il 1936 la Maunganui tornò stabilmente sulla linea di San Francisco e vi rimase fino al 1936, quando la Union Company cessò questo servizio. La nave partì per l'ultima volta da San Francisco il 21 ottobre 1936. In seguito, diversamente dalla compagna di linea Makura, la Maunganui non fu venduta per la demolizione, venendo invece destinata a un servizio estivo tra Wellington e Melbourne con scali in altri porti neozelandesi, alternato con crociere nel Pacifico del Sud e a periodi di disarmo.
Con lo scoppio della seconda guerra mondiale, la Maunganui fu utilizzata come rimpiazzo delle unità requisite, per poi essere requisita a sua volta nel gennaio 1941. In questa occasione fu convertita in nave ospedale, venendo utilizzata principalmente tra Egitto, Nuova Zelanda, Sud Africa e India. Nelle fasi finali della guerra la Maunganui fu impegnata nel Pacifico, rimpatriando, a ostilità terminate, prigionieri di guerra in Nuova Zelanda. Nel 1946 la nave trasportò il contingente ufficiale neozelandese alle celebrazioni del Commonwealth per la vittoria tenute a Londra, tornando a Wellington in agosto. Avendo alle spalle 35 anni di servizio e oltre due milioni di miglia percorse, la compagnia ritenne non conveniente la riconversione in nave passeggeri, mettendo in disarmo la Maunganui.
Nel febbraio 1947 la nave fu venduta alla panamense Companhia Naviera del Atlantico. Nell'anno successivo fu sottoposta a lavori di ristrutturazione in Grecia, durante i quali la capacità di trasporto passeggeri fu aumentata a 840. Rinominata Cyrenia, fu messa in servizio dalla Hellenic Mediterranean Lines per trasportare rifugiati verso l'Australia, in forza del contratto ottenuto dalla compagnia con l'IRO (Internationale Refugees Organization). La nave partì per la prima volta da Genova verso l'Australia il 6 marzo 1949. Nell'agosto 1950 la nave fu utilizzata per rimpatriare civili francesi da Saigon.
Nel giugno 1952 la nave fu posta in disarmo, in seguito al declino nel numero di rifugiati che richiedevano di essere trasportati in Australia. Impiegata occasionalmente nel Mediterraneo, tornò in servizio verso l'Australia nel maggio 1954, in questo caso trasportando migranti greci dal Pireo verso Melbourne. La nave rimase operativa fino alla fine del 1956, compiendo l'ultima partenza da Melbourne il 1 novembre. In seguito fu venduta per la demolizione, giungendo a questo scopo a Savona il 6 febbraio 1957.

## Citazioni
La Cyrenia fu citata dal poeta greco Nikos Kavvadias nella sua poesia Οι 7 νάνοι στο S/S Cyrenia (I sette nani sul piroscafo Cyrenia), in seguito musicata dal compositore greco Thanos Mikroutsikos. Kavvadias aveva lavorato come operatore radio a bordo della nave.